# Brymela laevinervis
Brymela laevinervis là một loài Rêu trong họ Hookeriaceae. Loài này được (Renauld & Cardot) B. H. Allen mô tả khoa học đầu tiên năm 2010.